# ジュリー (柔道)
ジュリー（Jury）は、柔道の試合において審判員を監督する者である。別名審判委員。

## ジュリー制度の導入
柔道の試合を裁く審判員は主審1名と副審2名によって取り仕切られていたが、国際大会において判定を巡るトラブルが度々起きていたことをきっかけに、1994年にIJFが審判員を監督するジュリー（審判委員）制度を設けることになった。
このジュリーはIJF試合審判規定において
- 原則として、試合は、審判委員会の監督のもとで、主審1名、副審2名によって行われる（規定第5条）
- 試合を止める権限がある（規定第15条）
- 審判団と打ち合わせをする権限がある（規定第17条Jの項）

としか記されておらず、ジュリーの権限がどこまであるかについて（例えば審判員の判定にまで介入する権利）の具体的な言及はなされていない。また、IJF試合審判規定第6条では「主審は試合の進行と勝負の判定を司どる」としており、字義通りに解釈すれば、ジュリーは判定にまで介入する権限はないとも受け取れるようになっている。なお、2014年に公表された新ルールにおいてジュリーの権限が規定された（詳細はジュリー (柔道)#ジュリー制度の変質を参照のこと）。
一方、全柔連の審判委員規定第5条3項においては、審判委員は審判員の最終決定を尊重しなければならないと規定されており、ジュリーによる判定への介入は否定されている。

## パリ世界選手権での誤審騒動
1997年10月にパリで開催された1997年世界柔道選手権大会60kg級準々決勝におけるグルジア(現ジョージア)のゲオルギ・レワジシビリ対北朝鮮のカン・ミョンチャン戦で誤審騒動が起こった。この試合ではカンが払腰でレワジシビリを投げるも、それがレワジシビリの技ありポイントとなり、その判定にカンが抗議して畳に座り込むと警告が与えられて、先の技ありと合わせて総合負けが言い渡されるという事態が起こった。これに対してIJFは大会後の協議において誤審を認めて、この試合で審判員を務めた2名を含む計6名を2年間の出場停止処分とした。IJFが審判員に出場停止処分を科すのは今回が初めてのケースとなった。
また、IJF審判委員会の会議においても、勧告として次のことが確認された。
三人の審判員のうち多数が、本来与えられるべきではない方の選手に間違ってポイントを与えたのがはっきりしている例外的な状況下では、IJF審判委員会委員（ジュリー）は審判団を呼びよせ、彼らの意見を聞いたうえで、自らの意見を強く主張することが出来る。しかし、最終的な結論は試合場にいる3人の審判員が決定する。この場合、ジュリーは必ず、将来的な参考及び見直しの為に報告書を提出しなければならない。

## アジア大会での判定を巡って
1998年12月にバンコクで開催されたアジア大会の63kg級決勝における木本奈美対中国の王顕波戦でも、判定を巡る騒動が起こった。この試合では木本が先に王の背負投で技ありを取られるが、終了とほぼ同時に王を払巻込で投げて、一旦は逆転の一本勝ちが宣せられた。しかし、木本の一本は試合終了後の技で無効だと中国側が抗議をすると、王も畳に座り込んでこの判定に抗議の意を示した。これを受けて、すでに畳から降りていた審判団がジュリーとこの試合について協議することになった。その結果、逆転の払巻込を時間外の技と判断すると、再び畳に舞い戻ってさきほどの一本を取り消した。かくして、この試合は王の勝利ということになってしまった。これに対して日本選手団は、IJF試合審判規定第19条fの6項にある、「一度、主審が試合者に試合の結果を指示したならば、主審と副審が試合場を離れた後には、主審はその判定を変えることができない。主審が間違って、違う試合者に試合の勝ちを指示したときは、2人の副審は、主審と副審が試合場を離れる前に、主審が間違った判定を直させなければならない。主審と副審とによる三者多数決によってなされたすべての動作や判定は、最終的なものであり、抗議は許されない。」という条項に明確に違反する行為であると抗議したものの、結果として受け入れられなかった。

## シドニーオリンピックでの誤審騒動
2000年9月のシドニーオリンピック100kg超級決勝における篠原信一対フランスのダビド・ドゥイエ戦でもまた誤審騒動が発生した。この試合では1分半過ぎに篠原が繰り出した内股すかしを副審の1人が篠原の一本と判断した。しかし、主審であるニュージーランド出身のクレイグ・モナハンがドゥイエの有効と判断すると、もう1名の副審もそれを黙認したために、ドゥイエの方にポイントが付くという「誤審」が起こった(柔道では審判員の判断が分かれた場合は、多数決によりどちらの選手のポイントかが決まる。但し、主審と副審の意見が分かれて、もう一方の副審が何も意見しなかった場合は、主審の判断が優先される)。試合を止めて審判団に意見を述べる権限を有しているはずのジュリー2名は、この時点でこの判断に対して何の反応も示さなかった(なお、ジュリーの1人だった川口孝夫は、篠原に有効ポイントが与えられたものだと勘違いしており、ドゥイエに有効が与えられていたことに終盤になってからようやく気付くというありさまだった)。この後、篠原が注意まで取ってポイントで並ぶが、終盤にドゥイエが内股返で有効を取り返したために有効1つの差で篠原が敗れた。終了直後に代表監督の山下泰裕が篠原の内股すかしは篠原の一本であったとして抗議したものの、IJF試合審判規定にある「一度審判員が判定を下して畳から離れたらその判定を変えることはできない」という条項に抵触することもあって、こちらは木本のケースと異なり、結果として抗議が受け入れられることはなかった。当時審判理事であったカナダのジム・コジマは試合会場において、「個人的見解では篠原の一本だと思うが、3人の審判が決めたことだから覆せない。篠原にはかわいそうなことになった」と誤審であるとの認識を示す発言を行った。その一方で、「審判委員(ジュリー)が介入するようなクリアな状況ではなかった」「技の有効度に対する判定は審判個人に委ねられている」とも発言している。
その後全柔連はIJFに判定への抗議文書を提出した。これに対してIJFは、篠原の内股すかしは技として不完全でどちらのポイントでもなかったので、ドゥイエの有効ポイントも無効だったとして、事実上「誤審」を認めることになった。但し、これにより試合結果が覆ることはないとの見解も示した。これを受けて全柔連は、今後試合結果が覆される可能性は少ないと判断して、CASへの提訴を行わないことに決めた。しかし、IJF理事の間で内股すかしという技が理解されていない現状に強い不満と危機感を抱いたことから、引き続きIJFに対して内股すかしの技術的な再検証を要請することになった。

## ケアシステムによるビデオ判定の導入
この「誤審」騒ぎを契機にして、全柔連は2000年12月の福岡国際でCARE (Computer Aided Replay) システムによるビデオ判定の試験導入を試みるなど、ビデオ判定の本格的導入を働きかけることになった。当初は「ビデオ判定によって試合が遅れ、大会のスケジュールに支障をきたす」などの理由で消極的だったIJFも、次第にビデオ判定の導入に前向きになっていった。その後、2006年10月の世界ジュニアで試験導入されることに決まると、2007年9月にオーストリアのマリウス・ビゼールがIJFの新会長に選出された世界選手権から本格的な運用が始まった。なお、国内では2007年4月の選抜体重別から正式導入された。このビデオ判定は、センターテーブルでジュリーによる監督の下、CARE（Computer Aided Replay）システムと呼ばれる3台のビデオカメラで3方向から撮影する方式で繰り返しビデオチェックを行って試合の問題シーンが検証される。
2008年の北京オリンピックにおいて日本女性初の審判員に選ばれた天野安喜子は、「今大会は従来のように審判団3名にジュリー2名のみならず審判理事2名も加わって、多数の目による詳細な確認が行われた。審判員は試合が終わる度にジュリーから技術レベルに関する細かい指摘を受けるなど、厳重なチェック体制が敷かれたこともあり、今大会の判定は大体納得できるものであった」との認識を示した。

## ジュリー制度の変質
ビデオ判定の導入以降、ジュリーによる審判員への介入が顕著になってきたと言われる。筑波大学准教授の山口香によれば、2009年8月にロッテルダムで開催された世界選手権では準決勝以降の試合で主審がインカムを装着して、ジュリーテーブルにいるIJF審判理事であるフアン・カルロス・バルコスの指示を受けていたという。そこでは単なるアドバイスにとどまらず、「ブルー柔道着に指導を」といった細かな指示まで出されていた。指示は絶対であり、逆らうこともできない。なお、副審はインカムを装着していないので何が指示されているのか全くわからず、蚊帳の外に置かれていた。とりわけ今大会では、男子90kg級準決勝のウズベキスタンのディルショド・チョリエフ対ロシアのキリル・デニソフ戦でそれが顕著に現れた。チョリエフがリードしてむかえた終盤、デニソフの朽木倒でチョリエフが崩れたものの主審はポイントを与えなかった。ところがその時、IJF会長であるマリウス・ビゼールが立ち上がってバルコスの下に駆け寄り、何かを耳打ちした。するとバルコスからの指示により主審がデニソフに有効を与えてデニソフの勝利となった。なお、この時ビゼールの隣にはヨーロッパ柔道連盟会長であるロシアのセルゲイ・ソロベイチックが位置していたこともあり、判定に何らかの関与が働いたのではないかとの邪推もなされるような状況にあった。
一方で、今大会でも審判員を務めた天野によれば、自身はインカムを通じてジュリーから指示を受けたことは一度もなかったという。また、「審判も時に判定に関して混乱が生じることも有り得る事から、第三者として見ているジュリーによる無線からの指示は、必ずしも悪いことではないのではないか」との見解を示した。
なお山口によれば、2009年12月に開催されたグランドスラム・東京2009でも、審判員は判定を下した後にそれが訂正されることがないか、ジュリーテーブルのバルコスを気にすることしきりだったという。
2010年9月に東京で開催された世界選手権でもバルコスが主審に対して盛んに指示を与えており、主審はそれに意見することも、副審2名を集めて協議することもなく唯々諾々と受け入れていたという。例えば、男子90kg級2回戦の小野卓志対ギリシャのイリアス・イリアディス戦では、開始早々イリアディスの払巻込で小野が崩れたものの、主審も副審もポイントを示さなかった。ところが、バルコスの指示によって有効ポイントが入った。さらに終盤にはイリアディスが小野の足を掴むものの、この場合は反則に該当しないとの判断を下した。今年から相手の下半身に直接手や腕が触れると反則負けになるという新ルールが導入されたことにより、反則が認められていれば小野の勝利になっているところであった。加えて、試合が終わると審判団はバルコスのもとに駆け寄り、怒られながらあれこれ教示を受けてもいた。この頃には各国のコーチもその点に気付いて、判定に抗議する場合は審判員にではなく、バルコスに異議を唱えるようになっていた。

## ロンドンオリンピックでの騒動
2012年7月に開催されたロンドンオリンピックでは、IJFの審判委員会によって選ばれた25名のインターナショナル審判員と3名のジュリーによって試合が運営されることになった。なお、審判員はコンピューター抽選によって担当試合が振り分けられた。
但し今大会では、畳の上の審判員による技の判定が試合を監督するジュリーによって覆されるケースが何度となく起こり、物議を醸す事態にまで発展した。
とりわけ、男子66kg級準々決勝の海老沼匡対韓国の曺準好戦では大きな騒ぎとなった。この試合での海老沼は、曺による反則負けの対象となりえる立ち姿勢から倒れ込む腕挫腋固にも疑われる技でで負傷しながらも、ゴールデンスコアに入ってから小内巻込を決めて、主審であるブラジルのエディソン・ミナカワもそれを有効と示したことにより、一旦は試合が終了したものと思われた。しかし、ジュリーの判断によって有効が取り消されて試合が続行されることになった。その後両者ポイントなく試合が終了した。旗判定では曺を支持する青旗3本が上がったものの、観客による大ブーイングが起こるなど場内が騒然となった。ジュリーからもこの判定に対する異議が唱えられて旗判定のやり直しが指示されると、今度は海老沼を支持する白旗3本が上がり海老沼の勝利となった。
この事態に対して、今大会審判委員長も務めていたバルコスは、「あの海老沼の技は有効に近かった。そのため、3人のジュリーが3人とも海老沼の勝ちだと判断し、判定をくつがえすよう審判に伝えた。審判はミスをするものだ」「我々の責任は柔道精神を維持すること。真の勝者が勝者として畳を降りる状況を作った」と語った。
IJFもこの件に関して声明を出して、旗判定をやり直させるような事態は今回が初めてのケースではあったものの、「最終的に正しい判定だった」とした。また、「審判は大変な重圧を受けている。ビデオ判定システムはその大きな助けだ」とも付け加えた。
一部のマスコミは、南米で柔道を指導するある日本人コーチの話として、「あの人（ミナカワ）は、旗判定になると日本人に上げないことで有名」との談話を伝えた。
なお、この試合で審判を務めた主審のミナカワと副審2名の計3名は翌日の試合の審判から外されたが、その後また復帰した。

### 騒動への反応
今回のオリンピックに審判員として派遣されたインターナショナル審判員である大迫明伸は、「ここまでジュリーが入り込んでくるとは思わなかった。やりにくいし、今までと全く異質の大会」と語った。また、ジュリー制度に関して、審判員の立場から次のように言及した。
「最初のうちはジュリーの意見があっても最終的な判断は審判員3名による合議によって決定されていたが、いつしか主審はインカムを装着させられるようになり、ジュリーから具体的な技の評価や判定に関する指示を受けることになった。ジュリー側は、「われわれは3方向からビデオを取っている（CAREシステム）。それをチェックするわけだから100対0でわれわれの方が正しいんだ」「何回もビデオを確認しているんだからわれわれの方が正しい」という論理で押し通してくる。ジュリーで特に大きな権限を有しているのは、バルコス及びバルコスと同じIJF審判理事のオランダのヤン・スナイデルスである。各国の審判員もこれが異常な事態だと認識していたものの、この現状を改めさせることも出来ず今大会まで来てしまった。IJFの審判委員会がオリンピックの審判員を選ぶことから、審判員側も選ばれるためにIJFに覚えめでたく思われたいという心理が働いて、ジュリーの判断に阿諛追従してしまう。また副審は、旗判定の際に主審はジュリーの指示を聞いているだろうから、それに従っていれば安全だとの思いで、ワンテンポ遅れて主審の判定に合わせる傾向もある」
- 全柔連強化委員長の吉村和郎は「そもそも韓国（曺準好）に上がることがおかしい」と憤慨しつつ、「判定が覆るなんて見たことがない」とあきれ果てた[34]。
- 東海大学教授の山下泰裕は、「普通は旗判定がくつがえることはないが、今回は明らかな審判のミスだった。」と述べた[29]。
- 山口香は「（ジュリーの介入は）主審と副審の計3人で判断できない場合に限るのが筋。これでは審判が存在する意味がなくなってしまう」と疑問を呈した[5]。
- 一方、試合を実況していた韓国のKBSテレビの解説者は判定が覆されると、「そんなばかなことがあるか。どうしてこんな判定ができるんだ」「チョは勝ったんです」と絶叫した。アナウンサーも「話にならない判定だ。きょうのことは、わが国民は必ず記憶する」と捲くし立てた[35]。

## 他に覆された判定
ロンドンオリンピックでは他にも主審による判定がジュリーの指示により覆される事例が起こった。
- 女子52kg級2回戦の中村美里対北朝鮮の安琴愛戦では、中村が開始早々に安の谷落で技ありを取られるものの、大内刈で技ありを取り返した。しかしそれがジュリーによって有効に格下げされた。指導2つも取るが、結局技ありに追いつけなかった。世界チャンピオンの中村は優勝候補筆頭でありながら、前回の北京オリンピックに続いて安に敗れて初戦で姿を消すことになってしまった[36]。
- 男子90kg級準々決勝の西山将士対韓国の宋大南戦では、宋が先に背負投で有効と技ありを取るが、終盤に西山が大外刈を決めた。主審は一本を示したものの、今回の場合はジュリーでなく副審2名のアピールによって技ありに訂正されて、結局敗れた[37]。
- なお、女子70kg級準々決勝の田知本遥対中国の陳飛戦では、海老沼匡対曺準好戦での判定を巡ってIJFから1日だけの謹慎処分を受けていたミナカワが復帰して、この試合の主審を務めた。この試合ではお互いに有効2つずつ取り合って判定になった。ミナカワは副審2名とともに陳飛に旗を上げたが、後半は陳飛が優勢に試合を進めていたこともあって、ジュリーからも特に判定に異議が唱えられるようなことはなかった[38]。

## 試合場審判1人体制でのジュリーの位置付け
2013年から試験導入された新ルールでは、畳の上で試合を裁く審判員は主審1人となった（主審1人制自体はすでに2009年の世界ジュニアや、グランプリ・アブダビなどにおいて試験導入されたものの、時期尚早として見送られていた）。副審2名は審判委員席に隣り合わせで座り、ジュリーの監督の下、ともにケアシステムでビデオチェックを行いながら主審と合わせ3名で無線によって多数決で裁定を出していくことになった。ケアシステムの利用はジュリーよりも主に副審が行うことになった。なお、「ジュリーは審判員が助言を必要とした場合のみ試合に介入する」と定義付けられたものの、具体的にどのような場面でいかなる介入が行われるのかといった詳細な定義は示されていない。さらには、ロンドンオリンピックの騒動を受けて旗判定は廃止されて、延長戦に突入した場合はどちらかの選手が技のポイントか指導ポイントをあげるまで試合が続行される方式が採用されることになった。
2014年には、前年に試験導入された新ルールが一部改定されて、リオデジャネイロオリンピックが開催される2016年まで正式導入されることに決まった。そこでは「ジュリーが審判員の判定に介入して判断を変更させるのは例外的な事情の時だけ」と新たに記されたものの、例外的な事情がいかなる事情であるのか、具体的な説明はなされていない。その後に公表されたより詳細なルール規定によれば、ジュリーが実際の動きとその後のビデオでの確認によって疑いなく判定の訂正が妥当だと判断して副審もそれに同意した場合、もしくは返し技においてどちら側に技の効果が認められるか微妙な場合に限って審判員に通知するとしている。また、コーチは判定の変更に抗議する権限はないが、ジュリーテーブルに出向いて変更がなされた理由や最終判断に関して見聞することは可能だとしている。さらに、以前は審判員が畳を降りて以降は原則結果が覆ることはなかったが、今後は審判員が畳を降りた後でも記録係の人為的ミスなどにより明らかな結果の間違いが認められた場合は、選手を再び畳に戻して勝利宣告をやり直させるか、延長戦から試合を再開させる点も付け加えられた。
2018年までに副審2名はケアシステムのビデオを利用しないことになった。スーパーバイザーまたはジュリーのみが利用することになった。しかし、副審は畳の上に戻らず隣り合わせで試合会場の下に座り目視で試合を見て主審と合わせ3名で無線によって多数決で裁定を出していく役割を続けることになった。

## チェリャビンスク世界選手権でのジュリーの裁定について
2014年8月にロシアのチェリャビンスクで開催された世界選手権60kg級準決勝では、世界選手権2連覇を狙う高藤直寿が地元ロシアのベスラン・ムドラノフと対戦した。この試合では高藤が先に有効を取られるが、得意の大腰で技ありを取り返したものの、それがジュリーの指示で有効に格下げされた。続いて浮落で有効ポイントをあげるも、これまたジュリーの指示でポイント自体が取り消された。その後に場外に出たとのことで指導を受けてポイントでリードされることになった。しかし、2度目の有効ポイントが取り消されてリードされていることに終了20秒前まで気付かなかったことから、そこからの効果的な反撃もならずに、結果として指導1つの差で敗れた。その後の3位決定戦には勝って3位になったものの、試合後に高藤は準決勝に関して、「こんなひどいジャッジがあるのかと思った。今までの柔道人生で予想できないことが起きた」とコメントした。この試合に関してはあからさまな地元有利の判定との見方もなされている。男子代表監督の井上康生も、終了後にIJFの審判主任理事であるバルコスに対して、有効、技あり、一本の定義にばらつきがあることを問い質したものの、判定への正式な抗議はしないという。なお、今大会ではこの試合に限らず、ジュリーが畳の上の主審に技のポイントや指導ポイントの訂正を申し入れる場面が頻繁に見られた。判定が訂正されながらそれに関する場内説明もないシステムが混乱を助長しており、選手の関係者からも理由の判然としない変更に不満の声が渦巻くことにもなった。

## マルちゃん杯全日本少年柔道大会での誤審を巡って
2015年9月22日に東京武道館で開催されたマルちゃん杯全日本少年柔道大会の小学生の部において、「2014年-2016年国際柔道連盟試合審判規定」(第19条 試合の終了 第1項)及び「IJF審判規定決定版（解釈）」」(15．試合結果について)という新規定をまともに把握できていなかった審判委員長やジュリー、審判員によって誤審問題が発生する事態となった。(詳細はマルちゃん杯全日本少年柔道大会#誤審を巡っての項を参照のこと)。

## グランドスラム・東京での誤審を巡って
2015年12月に東京体育館で開催されたグランドスラム・東京81kg級準決勝の永瀬貴規対韓国のイ・スンス戦で誤審が起こった。この試合では永瀬が指導1でリードした中盤にイに内股を仕掛けたが跨れたために、股間の下に入り込んだ左手がイの上裾を掴んだ状態から、イを掬い投げのように勢いよく投げた。しかしながら、それがポイントにならないどころか、反則負けの対象となる足取りと見なされて3位に終わり、今大会3連覇はならなかった。監督の井上康生はジュリーに対して、一連の攻撃では下半身に触れておらずルール上反則にならないと猛然と抗議した。ビデオで何度もチェックし直すと、下半身には触れていなかったことが明らかになったために、IJF主任審判委員長のフアン・カルロス・バルコスは誤審を認めて謝罪した。だが、結局判定が覆ることはなかった。井上はこの件に関して「2度とあってはならないことだし、納得できない部分があるので」IJFに意見書を提出するという。永瀬を指導する筑波大学総監督の岡田弘隆は、「主審は仕方がない。ビデオでチェックするジュリー（審判委員）の知識と理解が足りなかった。ちょっとレベルを疑います」とコメントした。2020年から上裾を掴むのは帯と一緒でないと反則ということになった。

## スーパーバイザー
2017年にIJFは審判間で意見が食い違う微妙なジャッジとなった際に最終判断を下すスーパーバイザーの役職を設け、これまでのジュリーの役割はこのスーパーバイザーまたはジュリーが担うことになった。大迫明伸を含めた5名のみがスーパーバイザーの任を受けることになった。
2018年までに主に副審が利用していたケアシステムをジュリーやスーパーバイザーのみが利用することになった。2018年からは主審に大きなミスがない限り、ジュリーやスーパーバイザーはできる限り判定に介入しないことに決まった。2018年現在、スーパーバイザーは大迫の他に、ニール・アダムス、アレクサンドル・ヤチケビッチ、ダニエル・ラスカウ、ウド・クエルマルツ、全己盈、カトリーヌ・フローリの計7名が就任している。

## 全日本学生柔道体重別団体優勝大会での誤審を巡って
2018年10月に行われた全日本学生柔道体重別団体優勝大会男子準決勝の日体大対国士舘大学戦で誤審が発生した。中堅戦で国士舘大学の釘丸将太が日体大の大吉賢を後袈裟固で抑え込みに入ったにもかかわらず、主審は抑え込みのコールをせずに17秒が経過したところで待てをかけた。これに対して審判委員長の大迫明伸は、今の抑え込みは有効だったと判断して両者を抑え込みの態勢に戻して試合を再開させたが、大吉がすぐさま釘丸を引っくり返して抑え込みのポイントはなしとなった。再開前の17秒は結果としてカウントされなかったものの、それが認められていれば技ありポイントとなり、この試合は国士舘大学の勝利となった。もしこの一戦で国士舘大学にポイントが与えられていたら、準決勝は3－2で国士舘大学が勝利となっていた可能性もあった(結局、今大会は決勝に進んだ日体大が筑波大学を3－1で破って初優勝を飾った)。
11月になって全柔連の専門委員長会議は、この一戦で「技量不足による重大な誤審」があったと認めて、主審を最上位のSライセンスからAライセンスに降格した。また、誤審の訂正を促さなかったジュリー及び副審2名を、主審とともに2ヶ月間の資格停止処分とした。全柔連の聴取に対して主審らは、抑え込みに見えなかったと弁明したが、この処分には同意したという。全柔連の公認審判員規程には審判の誤審に対する具体的な罰則規定は盛り込まれておらず、今回の処分は特別な措置として扱われることになった。なお、全柔連はこれを契機に誤審に関する処分規定や再発防止策を明文化する意向を示した。

## 2021年の世界ジュニアに関して
2021年10月にイタリアのオルビアで開催された世界ジュニアでは、女子78㎏超級決勝でフランスのコラリ・ハイメとオランダのマリト・カンプスが対戦すると、ハイメが体落で技ありを取って一旦は勝利した。しかしながら試合後にIJFは、ハイメの体落は技ありとするには不十分だったとしてポイントを取り消すとともに、両者を勝者とした。

## 2022年のヨーロッパクラブ選手権に関して
2022年11月にジョージアのゴリで開催されたヨーロッパクラブ選手権の準々決勝で、フランスチームのテディ・リネールは地元のグラム・ツシシビリに技ありで一旦は敗れた。しかしながら、この試合ではツシシビリがリネールの大車を切り返して技ありを取った際に、ツシシビリは反則負けの対象となる軸足を刈っていたとフランス柔道連盟が試合後に抗議した。結果的にIJFは誤審を認めて技ありを取り消すとともに、ツシシビリを反則負けにした。

## 2023年の世界選手権に関して
2023年5月にカタールのドーハで開催された世界選手権では、男子100㎏超級決勝でフランスのテディ・リネールと中立選手の立場で出場したロシアのイナル・タソエフの対戦となった。GSに入って3分過ぎにタソエフがリネールの払腰をめくり返したものの、ポイントにならなかった。その直後にリネールが得意の浮技で技ありを取って世界選手権11度目の優勝を果たした。試合後に主任審判理事のダニエル・ラスカウは、タソエフによるカウンター攻撃は新ルールが規定する講道館由来の技術を駆使せずに相手を横転させたためにポイントが与えられなかったと説明した。しかしその後にラスカウを含めた審判委員会は、専門家の意見も交えた上で現行ルールを考慮した結果、タソエフのカウンターはポイントの付与が可能であったとして、前言を翻すとともに謝罪した。今後この種のめくりにはポイントが与えらえるという。しかしながら、試合の結果に変更が加えられることはなかった

## 2024年パリ五輪に関して
2024年7月に開催された2024年パリオリンピックの柔道競技では、日本の永山竜樹と対戦したスペインのフランシスコ・ガリゴスが「待て」のコールの後も永山を絞め続け、結果永山が意識を失い一本負けとなったことが問題となった。その後も阿部詩、橋本壮市、髙市未来などの対戦でも判定に誤審の疑惑が出ており、問題となっている。

## 関連人物
- 海老沼匡
- 曺準好
- フアン・カルロス・バルコス
- ヤン・スナイデルス
- エディソン・ミナカワ

## 外部サイト
- 国際柔道連盟（IJF）試合審判規定